# Mueloliva
Mueloliva est une entreprise espagnole de conditionnement et de commercialisation d'huiles alimentaires, et notamment d'huile d'olive. Fondée en 1987, à partir d'une entreprise familiale de production oléicole, elle est basée à Priego de Córdoba, dans la province andalouse de Cordoue.
Avec les autres entreprises du groupe Muela auquel elle appartient, Mueloliva se place désormais parmi les toutes premières entreprises du secteur en Espagne.

## Histoire
Mueloliva est issue d'un groupe familial né en 1942 à Priego de Córdoba : le groupe Muela. Avec l'accroissement de l'activité de conditionnement, la petite structure familiale décide de séparer cette activité de la production d'huile en 1987. Deux entreprises sont alors créées : Hermanos Muela, orienté vers la fabrication de l'huile, et Mueloliva, qui se consacre à la mise en bouteille et à la commercialisation. Les deux sociétés sont réunies au sein du groupe Muela.
L'entreprise s'est par la suite considérablement développée, notamment par le biais d'acquisitions réalisées au cours des années. Ces absorptions d'entreprises concurrents au savoir-faire reconnu (Minerva, Coosur, ...) lui ont permis d'accroître son potentiel de croissance et ses parts de marché en Espagne et à l'étranger .

## Activité
Mueloliva se consacre, au sein du groupe Muela, au conditionnement et à la commercialisation de l'huile d'olive, produite par Hermanos Muela. Elle dispose pour ce faire d'installations entièrement automatisées, à la pointe de l'innovation en la matière, et s'est positionnée comme une pionnière dans le secteur.
Son chiffre d'affaires annuel s'élevait en 2005 à plus de 20 000 000 d'euros. La production annuelle atteint environ 10 000 000 de litres d'huile, dont 65 % sont écoulés sur le marché national. Ses produits sont commercialisés bien au-delà des frontières andalouses et espagnoles. Le groupe a développé des marchés dans différents pays de l'Union européenne, mais également en Asie (Japon, Chine et Corée), en Amérique (Chili, Brésil, États-Unis) ou encore dans le golfe Persique.

## Production
Mueloliva se positionne sur deux types de productions : l'huile d'olive et l'huile de tournesol. Elle produit également de l'huile de grignon d'olive (orujo), de qualité très nettement inférieure à l'huile d'olive.
En matière d'huile d'olive, l'entreprise commercialise différents gammes : vierge extra, douce, intense et surtout l'huile d'olive extra vierge AOC (denominación de origen) . Cette dernière est la plus réputée de la maison. Il s'agit d'huile relevant de l'A.O.C. Priego de Córdoba. Cette huile est extraite d'oliveraies situées sur un territoire réduit incluant les communes de Almedinilla, Fuente-Tójar, Carcabuey et Priego de Córdoba, dans le parc naturelles des Sierras Subbéticas, caractérisé par son sol et son microclimat. L'huile A.O.C. est vendue sous deux marques différentes : Fuente del Rey et Venta del Barón. L'huile Venta del Barón constitue le produit de référence de l'entreprise, et est détentrice du label Calidad certificada de la part de la Junta de Andalucía. Elle est obtenue à partir d'un procédé particulier : les huiles sont récoltées à maturité, puis subissent deux sélections successives, avant d'être pressées à froid dans un moulin spécifique